# Mike Inez
Mike Inez, właśc. Michael Allen Ines (ur. 14 maja 1966 w San Fernando) – amerykański muzyk, kompozytor filipińskiego pochodzenia. Od stycznia 1993 basista zespołu Alice in Chains, w którym zastąpił Mike’a Starra. W początkowym okresie swojej kariery muzycznej, został basistą w zespole Ozzy’ego Osbourne’a, gdzie występował w latach 1989–1993. Na swoim koncie, Inez ma współpracę także z takimi wykonawcami jak Black Label Society, Heart, Motörhead czy Slash. W listopadzie 2008 wydał instruktażowe DVD – Behind the Player: Mike Inez, ukazujące różne techniki nauki gry na gitarze basowej.
W 2007 Inez został sklasyfikowany na 62. pozycji zestawienia „100 najlepszych metalowych basistów oraz perkusistów” według magazynu Hit Parader.

## Życiorys

### Młodość
Mike Inez urodził się 14 maja 1966 w San Fernando w stanie Kalifornia. Pochodzi z rodziny o filipińskich korzeniach. Po ukończeniu szkoły średniej, zapisał się na kursy muzyczne w Pasadena City College, po czym został przyjęty na University of California w Los Angeles. W latach 80. uczył się grać na gitarze klasycznej oraz saksofonie. Następnie rozpoczął naukę gry na gitarze basowej. Do jego ulubionych basistów należą: Cliff Burton, Dee Murray, John Entwistle, John Paul Jones oraz Paul McCartney. Ceni sobie twórczość takich zespołów jak Black Sabbath, Deep Purple, Led Zeppelin, Thin Lizzy oraz Van Halen.

### Działalność artystyczna
W roku 1989 Inez spośród grona 50 muzyków, został wybrany do zespołu Ozzy’ego Osbourne’a. Basista przyleciał do Irlandii, gdzie odbywał pierwsze próby. W przeciągu miesiąca zagrał podczas jednego z koncertów na stadionie Wembley w Londynie. W 1991 Inez skomponował główny riff do utworu „No More Tears”, pochodzący z albumu o tej samej nazwie. Mimo to, nie wziął udziału w sesji nagraniowej. W książeczce dołączonej do płyty, został wymieniony jedynie jako „inspiracja”. Na gitarze basowej w trakcie sesji zagrał Bob Daisley. W 1993 ukazał się album koncertowy Live and Loud, zarejestrowany podczas tras w 1991 i 1992.

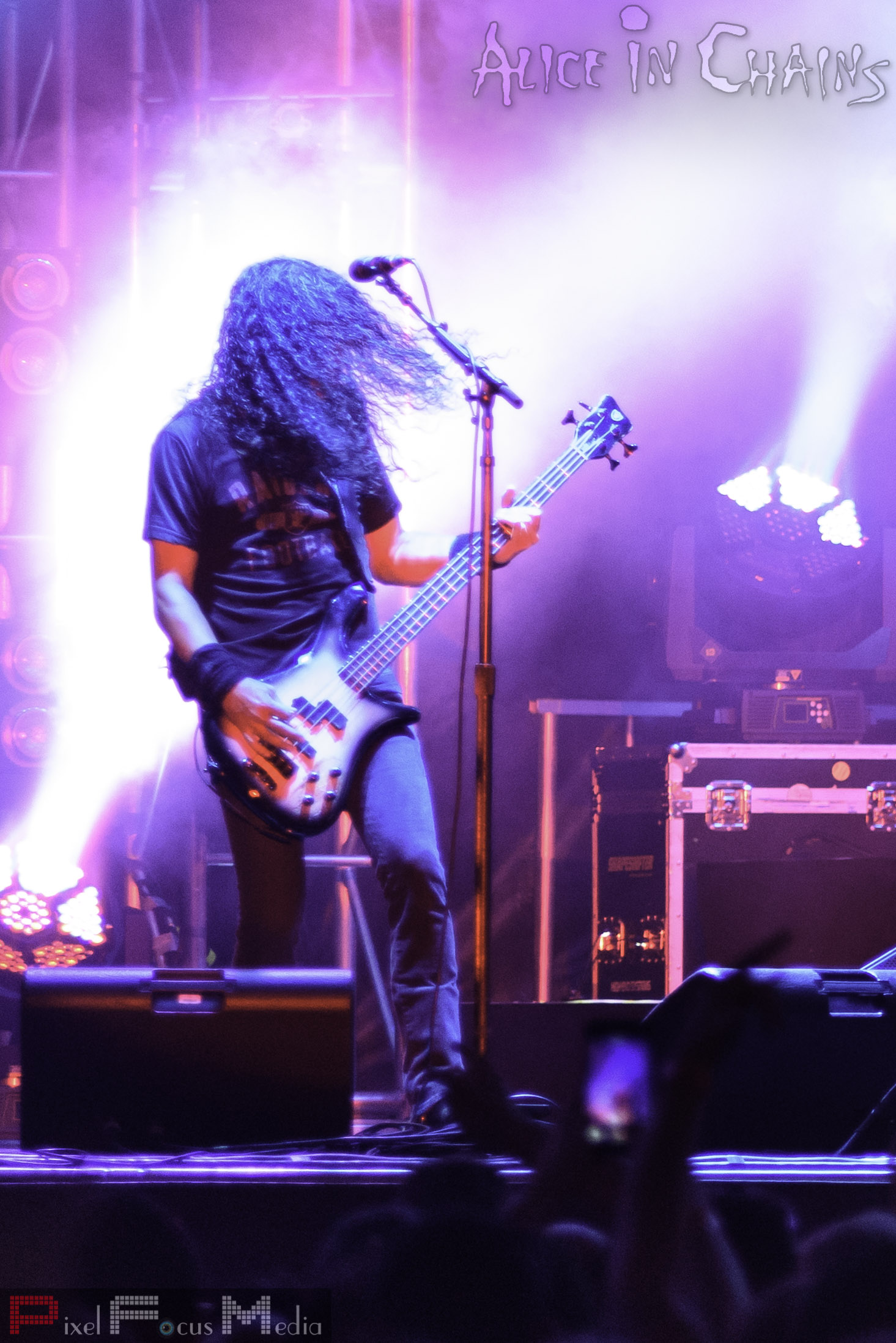
Mike Inez, 17 września 2016

W styczniu 1993 Inez został basistą w zespole Alice in Chains, który był w trakcie tournée Down in Your Hole Tour. Zajął on miejsce Mike’a Starra, który zmagał się z coraz większym uzależnieniem od heroiny. Pierwszy koncert z Alice in Chains, Inez zagrał 30 stycznia w londyńskim klubie Camden Underworld. Wiosną nagrał z zespołem dwa premierowe utwory – „What the Hell Have I” oraz „A Little Bitter”, które zostały wykorzystane na ścieżce dźwiękowej do filmu Bohater ostatniej akcji. Następnie kontynuował trasę Down in Your Hole Tour, mającą na celu promocję wydanego rok wcześniej albumu Dirt. Muzycy występowali na kontynencie europejskim, w Ameryce Północnej, Azji oraz Oceanii. We wrześniu 1993 Inez aktywnie uczestniczył w pracach nad komponowaniem utworów na minialbum Jar of Flies. Został współkompozytorem czterech kompozycji. W 1994 roku dołączył do formacji Slash’s Snakepit, utworzonej przez gitarzystę Guns N’ Roses, Slasha. Z zespołem muzyk nagrał debiutancki album It’s Five O’Clock Somewhere oraz odbył trasę koncertową. W styczniu, także 1994 roku ukazał się minialbum Jar of Flies Alice in Chains. Dotarł on na szczyt amerykańskiego zestawienia Billboard 200, czyniąc go tym samym pierwszym albumem wydanym w formacie EP, który tego dokonał . W 1995 nagrał z Alice in Chains pierwszy album studyjny – Alice in Chains. Ze względu na uzależnienie wokalisty Layne’a Staleya, zespół nie zdecydował się na trasę koncertową. Basista w jednym z wywiadów przyznał, że „był to bardzo mroczny i smutny okres (...) To była zdecydowanie jedna z najtrudniejszych sesji nagraniowych, w jakiej brałem udział”. W grudniu tego samego roku, wydał z zespołem mockument The Nona Tapes, ukazujący losy początkującej dziennikarki (granej przez Jerry’ego Cantrella), poszukującej „gwiazd rocka”.
10 kwietnia 1996 Inez zagrał wraz z grupą pierwszy publiczny występ zespołu od 7 stycznia 1994. Odbył się on w ramach cyklu koncertów MTV Unplugged. Napis na gitarze basowej Ineza „Friends Don’t Let Friends Get Friends Haircuts”, miał charakter żartobliwy i był skierowany do członków grupy Metallica, którzy byli obecni na koncercie i odnosił się do ścięcia przez nich długich włosów. Następnie kwartet udał się w krótką trasę koncertową, supportując Kiss, po czym z powodu rosnącego uzależnienia wokalisty Layne’a Staleya oraz wewnętrznych konfliktów, grupa zdecydowała się zawiesić działalność.
4 sierpnia 1997 wystąpił w Hollywood Palladium podczas koncertu muzyków formacji UFO. Gościnnie pojawili się także: Joe Elliot i Vivian Campbell z Def Leppard, Phil Campbell i Mikkey Dee z Motörhead, John Norum ze szwedzkiej grupy Europe i Slash. Muzycy wystąpili w coverze UFO – „C’mon Everybody”. Na przełomie września i października 1998 Inez powrócił wraz z Alice in Chains, odbywając sesję nagraniową, podczas której zarejestrowano dwa nowe utwory – „Get Born Again” oraz „Died”, które znalazły się na albumach kompilacyjnych Nothing Safe: Best of the Box oraz Music Bank.
W latach 1999, 2001 oraz 2003, Inez występował wraz z grupą Black Label Society. Zrealizował z nią dwa albumy studyjne – Sonic Brew oraz Hangover Music Vol. VI, a także koncertowy Boozed, Broozed & Broken-Boned. W roku 2001 wziął udział w przesłuchaniach na basistę zespołu Metallica po tym, jak grupę opuścił Jason Newsted. Muzyk występował gościnnie na płytach innych artystów, między innymi Heart. W 2001 Inez dołączył do supergrupy Spys4Darwin, utworzonej przez perkusistę Alice in Chains Seana Kinneya oraz gitarzystę Chrisa DeGarmo. Skład uzupełnił wokalista Vinnie Dombroski. Grupa opublikowała minialbum Microfish, po czym w 2002 zakończyła działalność.
W roku 2005 Inez powrócił z reaktywowaną grupą Alice in Chains. Od 2006 kwartet występuje z nowym wokalistą Williamem DuVallem, który zastąpił zmarłego w kwietniu 2002 Layne’a Staleya. W roku 2006 Inez wystąpił gościnnie w utworze „Under the Gun” brytyjskiej grupy Motörhead, który znalazł się na albumie Kiss of Death. We wrześniu 2009 wraz z grupą Alice in Chains wydał pierwszy studyjny album od 14 lat – Black Gives Way to Blue. W roku 2012 wziął udział w trasie Rock ‘N’ Roll Allstars, występując obok takich muzyków jak Duff McKagan, Gene Simmons, Gilby Clarke, Glenn Hughes, Matt Sorum oraz Sebastian Bach. 28 maja 2013 wydał z zespołem piąty studyjny album – The Devil Put Dinosaurs Here.

## Życie prywatne
8 maja 2010 podczas prywatnej ceremonii, Inez poślubił swoją wieloletnią partnerkę Sydney Kelly. Na uroczystości obecni byli między innymi członkowie Alice in Chains, Sharon i Ozzy Osbourne oraz siostry Ann i Nancy Wilson.

## Dyskografia
Ozzy Osbourne
| Album                              | Rok  | Uwagi                                 | Źródło |
| ---------------------------------- | ---- | ------------------------------------- | ------ |
| Ozzy Osbourne – No More Tears      | 1991 | autor riffu do utworu „No More Tears” | [ 7 ]  |
| Ozzy Osbourne – Live and Loud      | 1993 | gitara basowa                         | [ 7 ]  |
| Ozzy Osbourne – Prince of Darkness | 2005 | gitara basowa                         | [ 7 ]  |

Slash’s Snakepit
| Album                                          | Rok  | Uwagi         | Źródło |
| ---------------------------------------------- | ---- | ------------- | ------ |
| Slash’s Snakepit – It’s Five O’Clock Somewhere | 1995 | gitara basowa | [ 15 ] |

Black Label Society
| Album                                                | Rok  | Uwagi                                                      | Źródło |
| ---------------------------------------------------- | ---- | ---------------------------------------------------------- | ------ |
| Black Label Society – Sonic Brew                     | 1999 | gościnnie gitara basowa w utworze „No More Tears”          | [ 25 ] |
| Black Label Society – Boozed, Broozed & Broken-Boned | 2003 | gitara basowa (występ w Tokio)                             | [ 25 ] |
| Black Label Society – Hangover Music Vol. VI         | 2004 | gościnnie gitara basowa w utworze „Crazy or High”          | [ 25 ] |
| Black Label Society – Kings of Damnation 98–04       | 2005 | gitara basowa w utworach „Crazy or High” i „No More Tears” | [ 25 ] |

Heart
| Album                    | Rok  | Uwagi                   | Źródło |
| ------------------------ | ---- | ----------------------- | ------ |
| Heart – Alive in Seattle | 2003 | gitara basowa           | [ 7 ]  |
| Heart – Jupiters Darling | 2004 | gitara basowa, tamburyn | [ 7 ]  |

Inne
| Album                                       | Rok  | Uwagi                                                            | Źródło |
| ------------------------------------------- | ---- | ---------------------------------------------------------------- | ------ |
| Jerry Cantrell – Boggy Depot                | 1998 | gitara basowa w „Cut You In”, „Jesus Hands”, „Devil by His Side” | [ 34 ] |
| Michael Schenker Group – Heavy Hitters      | 2005 | gitara basowa w coverze „War Pigs”                               | [ 7 ]  |
| Motörhead – Kiss of Death                   | 2005 | gościnnie gitara basowa w utworze „Under the Gun”                | [ 7 ]  |
| Michael Schenker Group – By Invitation Only | 2011 | gitara basowa w coverze „War Pigs”                               | [ 7 ]  |
| William Shatner – Seeking Major Tom         | 2011 | gościnnie gitara basowa                                          | [ 7 ]  |

Tribute Albumy
| Album                                                        | Rok  | Uwagi                                                  | Źródło |
| ------------------------------------------------------------ | ---- | ------------------------------------------------------ | ------ |
| Metallic Attack: The Ultimate Tribute                        | 2004 | gitara basowa w coverze „Master of Puppets”            | [ 7 ]  |
| Spin the Bottle: An All-Star Tribute to Kiss                 | 2004 | gitara basowa w coverze „King of the Night Time World” | [ 7 ]  |
| A Tribute to Aerosmith                                       | 2004 | gitara basowa w coverze „Sweet Emotion”                | [ 7 ]  |
| Welcome To the Nightmare: An All-Star Salute to Alice Cooper | 2005 | gitara basowa w coverze „No More Mr. Nice Guy”         | [ 7 ]  |
| Numbers from the Beast: An All Star Salute to Iron Maiden    | 2005 | gitara basowa w coverze „The Evil That Men Do”         | [ 7 ]  |
| Hazy Dreams: (Not Just) A Jimi Hendrix Tribute               | 2005 | gitara basowa                                          | [ 7 ]  |
| Hazy Dreams: (Not Just) A Jimi Hendrix Tribute               | 2006 | gitara basowa w coverze „I Feel Fine”                  | [ 7 ]  |
| Sweet Leaf – A Stoner Rock Salute To Black Sabbath           | 2015 | gitara basowa w coverze „Iron Man”                     | [ 7 ]  |

## Filmografia
| Tytuł                                        | Rok  | Uwagi                                                       | Źródło |
| -------------------------------------------- | ---- | ----------------------------------------------------------- | ------ |
| Ozzy Osbourne: Don’t Blame Me                | 1991 | film dokumentalny, muzyczny, reżyseria: Jeb Brien           | [ 35 ] |
| The Nona Tapes                               | 1995 | mockument, muzyczny, reżyseria: Rocky Schenck               | [ 35 ] |
| Some Kind of Monster                         | 2004 | film dokumentalny, reżyseria: Bruce Sinofsky, Joe Berlinger | [ 35 ] |
| Behind the Player: Mike Inez                 | 2008 | film dokumentalny, muzyczny, reżyseria: Leon Melas          | [ 3 ]  |
| Lemmy                                        | 2010 | film dokumentalny, reżyseria: Greg Olliver, Wes Orshoski    | [ 35 ] |
| The Life, Blood and Rhythm of Randy Castillo | 2014 | film dokumentalny, reżyseria: Wynn Ponder                   | [ 36 ] |

## Instrumentarium

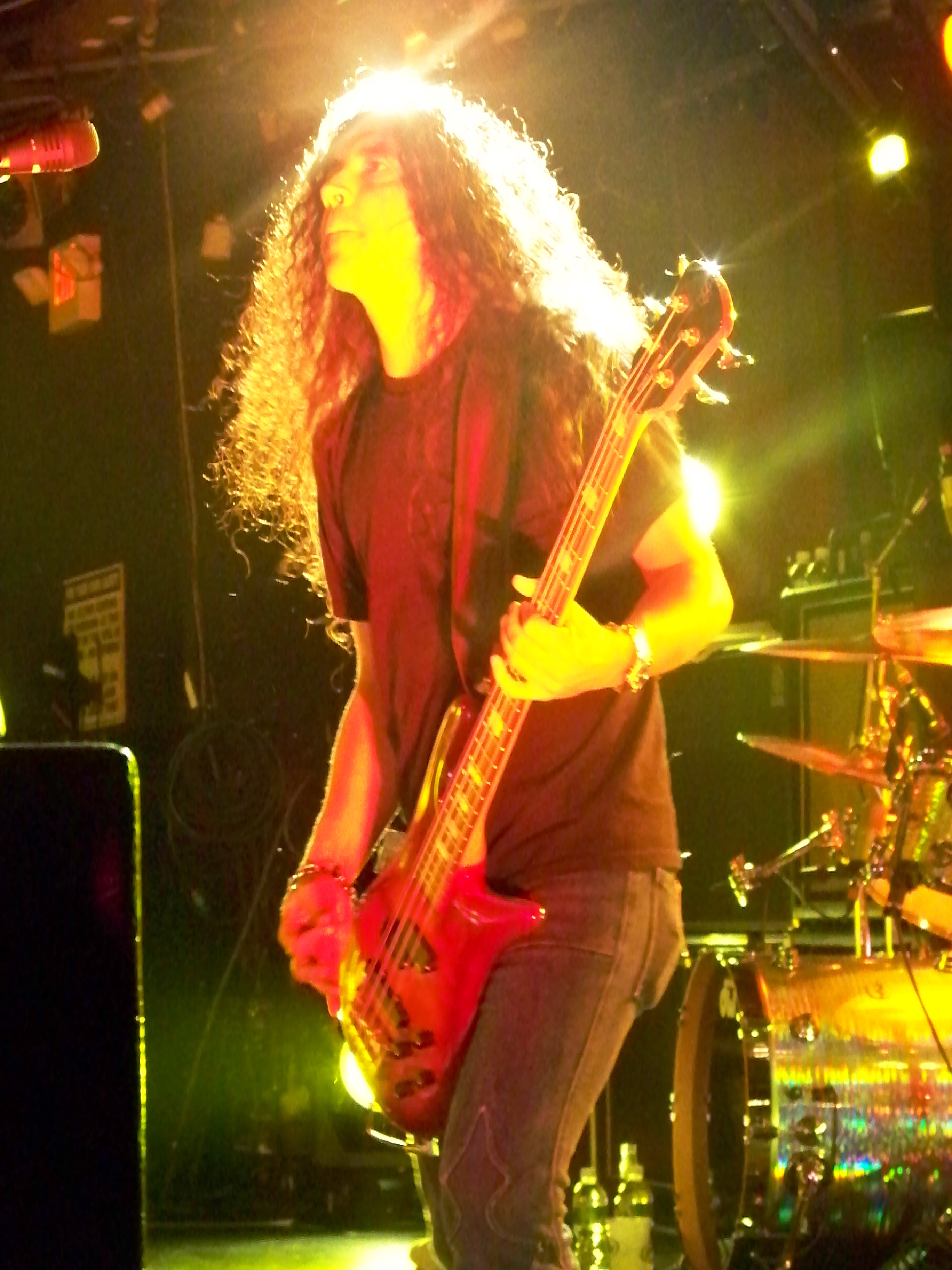
Mike Inez podczas koncertu Alice in Chains w Bostonie, 7 września 2009

Opracowano na podstawie materiału źródłowego:
Gitary basowe:
- Two Warwick Streamer Stage I 4- strings
- Warwick Alien acoustic bass guitar
- Alvarez acoustic bass guitar
- Gibson Les Paul Bass
- Fender Telecaster Bass
- Fretted oraz Fretless Fender P-Basses
- Warwick Streamer 5-string
- Kubicki Factor bass
- Spector 4- string
- Gibson Thunderbird

Wzmacniacze:
- Ampeg SVT-2 PRO Heads Four Ampeg 1x18
- Ampeg SVT-810E

Efekty:
- SansAmp Bass DI live
- Ultimate Ears Inears

Inne:
- Dean Markley Blue Steel (struny)

## Nagrody i wyróżnienia
Wyróżnienia indywidualne
| Rok  | Kraj              | Miejsce publikacji rankingu | Nazwa rankingu                                         | Pozycja |
| ---- | ----------------- | --------------------------- | ------------------------------------------------------ | ------- |
| 2006 | Stany Zjednoczone | Hit Parader                 | „100 najlepszych metalowych basistów oraz perkusistów” | 62      |